# Шидловец
Шидловец (пол. Szydłowiec, нем. Shödleuweiß) — город в Польше, входит в Мазовецкое воеводство, Шидловецкий повят. Имеет статус городско-сельской гмины. Занимает площадь 21,93 км². Население 15 243 человек (на 2006 год).
Шидловец фигурирует в польской истории с XV века как цитадель одной из линий феодального рода Одровонж, принявшей в то время фамилию Шидловецких. В 1470 г. получил магдебургское право с привилегией проведения ярмарок. В XVI веке крупный торговый центр Мазовии. В 1470-е гг. Шидловецкие строят на острове свой замок. После смерти Кшиштофа Шидловецкого имение унаследовал его зять Николай Радзивилл Чёрный, попытавшийся обратить горожан в кальвинизм. В XVII веке город захирел и потерял былую значимость. В 1900 г. здесь умер художник Владислав Малецкий.
Из памятников старины сохранились ренессансная ратуша 1602-29 гг. и позднеготическая церковь Св. Сигизмунда (XV век) со скульптурными надгробиями Шидловецких и Радзивиллов.